# ブルー・マンデー (カクテル)
ブルー・マンデー (Blue Monday) は、ウォッカベースのカクテルである。このカクテルは名前の通り青色に仕上がるが、この青はブルー・キュラソーに含有される合成着色料に由来する。アルコール度数は40度程度（高め）。

## 由来
"憂鬱な月曜日"という名前を持つこのカクテルの由来は1983年にリリースされたニュー・オーダーのシングルブルー・マンデーから。テーマは「前のバンドのメンバーが自殺してそれを知った月曜日の気持ち」。

## 標準的なレシピ
- ウォッカ - 45ml
- コアントロー - 15ml
- ブルー・キュラソー - 1tsp（小さじ1杯）

### 作り方
1. 材料をミキシング・グラスに入れステアする。
2. カクテル・グラスに注ぐ。

### 備考
コアントローの代わりにライム・ジュースを使うレシピもある。この場合はウォッカ30ml、ブルー・キュラソー20ml、ライム・ジュース10mlをミキシング・グラスに入れステアし、カクテル・グラスに注ぐ。なおこのレシピで作った場合のアルコール度数は20度である。 